# Yesterday
〈Yesterday〉是英国摇滚乐队披頭四的一首歌曲，由保罗·麦卡特尼创作，列侬–麦卡特尼共同署名。在美國的首次发行是在1965年9月以单曲发行，其他國家的首次发行則是在同年8月的专辑《救命！》。〈Yesterday〉的灵感源自麦卡特尼在梦中听到的旋律，随后这段旋律转化为抒情作品。歌曲录制于1965年，这首歌曲是乐队的首次独唱表演，仅包含麦卡特尼的声乐和原聲吉他，再加上弦樂四重奏。其歌词表达了歌手对昔日他与爱人在一起时光的怀念。
〈Yesterday〉发行后获得了广泛赞誉和商业成功。商业上，歌曲在美国《告示牌》百大單曲榜排行榜上达到了第一名。1997年，歌曲被授予格莱美荣誉殿堂奖，2004年和2024年，歌曲在“《滚石》五百大歌曲”排行榜中分别位居第13和第72。歌曲被廣播音樂公司列为20世纪在美国广播和电视上演奏次数最多的歌曲第三名，在公共场合演奏超过700万次。

## 背景与创作
根据麦卡特尼和披头士乐队的传记，歌曲的整个旋律来自麦卡特尼某一天晚上的一场梦，当时他住在时任女友简·阿舍和她家人位于温坡街的住所里。醒来后，他赶紧跑到钢琴前弹奏旋律，以免忘记。最初，他还担心自己是不是在无意中抄袭了别人的作品，他说道：“大约一个月里，我四处问问音乐圈的人，有没有人听过这个曲子。最后感觉就像是把东西交给了警察一样。我想，如果几周后没人认领这首曲子，那我就可以拥有它了。”
在确信自己这段旋律没有抄袭之后，麦卡特尼开始为旋律创作歌词。当时，列侬和麦卡特尼常做的事情，是用一个临时可用的歌词来替代。这首歌曲的替代歌词名为“Scrambled Eggs”（歌词的开头是“Scrambled eggs/Oh my baby how I love your legs/Not as much as I love scrambled eggs”），直到更合适的歌词写出来为止。
在拍摄电影《Help!》期间，拍摄舞台上安放着一架钢琴，麦卡特尼利用这个机会完善这首歌曲，这让导演理查德·莱斯特极度恼火，他失去了耐心，告诉麦卡特尼要么赶快完成这首歌的创作，要么就把钢琴搬走。其他披头士成员对麦卡特尼一直在进行的创作也忍耐不住了；乔治·哈里森对此评论道：“天哪，他总是在谈论那首歌。你会觉得他是贝多芬或者谁似的！”
麦卡特尼最初声称他是在1964年披头士的法国巡演期间写下了〈Yesterday〉；然而，这首歌直到1965年夏季才发行。在这期间，披头士发布了两张专辑，《一夜狂欢》和《披頭廉售》，这两张专辑中都本应包含〈Yesterday〉。尽管麦卡特尼从未解释过他的说法，但延迟可能是因为麦卡特尼和乔治·马丁对歌曲的編曲存在分歧，或者其他成员觉得这并不适合他们的形象。
列侬后来表示，这首歌在最终完成之前已经存在了很长时间：
这首歌出现了几个月之久，我们几乎已经完成了。保罗几乎是写的全部内容，但我们就是找不到合适的标题。我们称它为〈Scrambled Eggs〉，这后来成了我们的一个笑话。我们决定只有一个词的标题才合适，但我们找不到合适的。然后有一天早晨，保罗醒来，歌曲和标题都已经完成了。有点可惜，我们曾经有过很多乐子。
麦卡特尼说，歌词的突破是在1965年5月的葡萄牙之行期间：
我记得在头脑中琢磨着〈Yesterday〉的旋律，突然之间有了这些以一个词开头的想法。我开始进一步拓展这一想法……da-da da, yes-ter-day, sud-den-ly, fun-il-ly, mer-il-ly，还有Yes-ter-day，那是好的。All my troubles seemed so far away。很容易找到这些“a”音的押韵词：say，nay，today，away，play，stay，有很多韵脚可以很容易地插入，所以我逐渐从那次旅行中拼凑了这首歌。Sud-den-ly，然后是“b”，另一个容易押韵的词“e”：me，tree，flea，we，最后我就有了这首歌的基础。
1965年5月27日，麦卡特尼和阿舍飞往里斯本，在阿尔加维大区的阿尔布费拉度假，他从布鲁斯·韦尔奇那里借了一把原声吉他，并完成了〈Yesterday〉的创作。这首歌在披头士录制之前给了克里斯·法洛，但他拒绝了，认为它“太柔情”。在1967年3月的一次采访中，麦卡特尼表示，是列侬提出了可以替换“scrambled eggs”的词：“Yesterday”。
在2001年，麦卡特尼表示他曾请求小野洋子同意将〈Yesterday〉的创作权署名从“列侬–麦卡特尼”改为“麦卡特尼–列侬”。但他称小野洋子拒绝了，这也是当时他们关系不好的原因之一。

### 与其它歌曲的相似
2001年，伊恩·哈蒙德（Ian Hammond）推测，麦卡特尼在潜意识中可能以雷·查尔斯翻唱霍奇·卡迈克尔的歌曲〈Georgia on My Mind〉版本作为〈Yesterday〉的基础。哈蒙德在他的文章中总结说，尽管有相似之处，〈Yesterday〉是一首“完全原创和独特的作品”。
2003年7月，英国音乐学家们发现〈Yesterday〉和納·京·高爾以及弗兰基·莱恩的〈Answer Me, My Love〉在歌词和押韵方面表面上相似；〈Answer Me, My Love〉最初是一首德语歌曲〈Mütterlein〉，由格哈德·温克勒和弗雷德·劳赫创作，1953年由莱恩演唱并登上了英国排行榜的榜首，歌名为〈Answer Me, O Lord〉，这引发了〈Yesterday〉是否受到了这首歌影响的猜测。但麦卡特尼的公关否认了〈Answer Me, My Love〉和〈Yesterday〉之间的任何相似之处。

## 词曲与结构
这首歌表面上较为简单，只有麦卡特尼弹奏着一把Epiphone Texan钢弦吉他，并且有着弦乐四重奏的伴奏，这是披头士乐队早期使用录音室乐手的其中一个例子。〈Yesterday〉有两个对比段，旋律和节奏各不相同，形成了丰富的变化和恰巧的对比感。主旋律是七小节长，这在流行歌曲中非常罕见，而歌曲的中间段，是更标准的八小节形式，通常是两个四小节的乐句结合在一起。
第一段（“Yesterday, all my troubles seemed so far away ...”）以F大调和弦开始（和弦的第三音被省略），然后转到Em7 ，接着是A7，最后到达D小调。在这种情况下，开头的和弦起到了一个诱饵的作用；正如音乐学家阿伦·波拉克指出的那样，主调（F大调）在“朝着相对D小调”之前没有足够的时间来确立。他指出，这种偏离是列侬和麦卡特尼常用的一种作曲手法，他称之为“延迟满足”。
根据波拉克的说法，歌曲的第二段（“Why she had to go I don't know ...”）在实际听起来比理论上更让人惊讶。这一段从Em7开始，和弦进程迅速穿过A大调、D小调，和接近F大调的B♭，然后回到F大调。在这段结尾处，麦卡特尼持续弹奏F大调和弦，之后和弦下行回到主调，引入第一段的重复段落，最后以一个简短的哼唱乐句结尾。
波拉克称〈Yesterday〉的配乐时为“真正的灵感之作”，并将其列为“（列侬与麦卡特尼）创造风格混合的天赋”的例证。特别是，他赞扬了“四重奏演奏的煽情内容与其演奏的稳重、简约风格之间的出乎意料的张力”。
歌词上，〈Yesterday〉是一首关于恋情破裂的忧郁抒情歌曲。在歌曲中，歌手怀念昔日他与爱人在一起的时光，而他的爱人因为他说过的某些话而离开。而当被问及〈Yesterday〉中的一些歌词是否与麦卡特尼早逝的母亲玛丽·麦卡特尼有关时，麦卡特尼说：“我本不是这样想的，但是……可能会有这层含义。”约翰·列侬在1980年去世前曾评论道：“尽管歌词没有任何明确的意义，但它们是好句子。它们确实成功了……但如果你读整首歌，它并没有表达什么。”他还补充说这首歌是“美丽的——我从未希望我写过它”。

## 录制

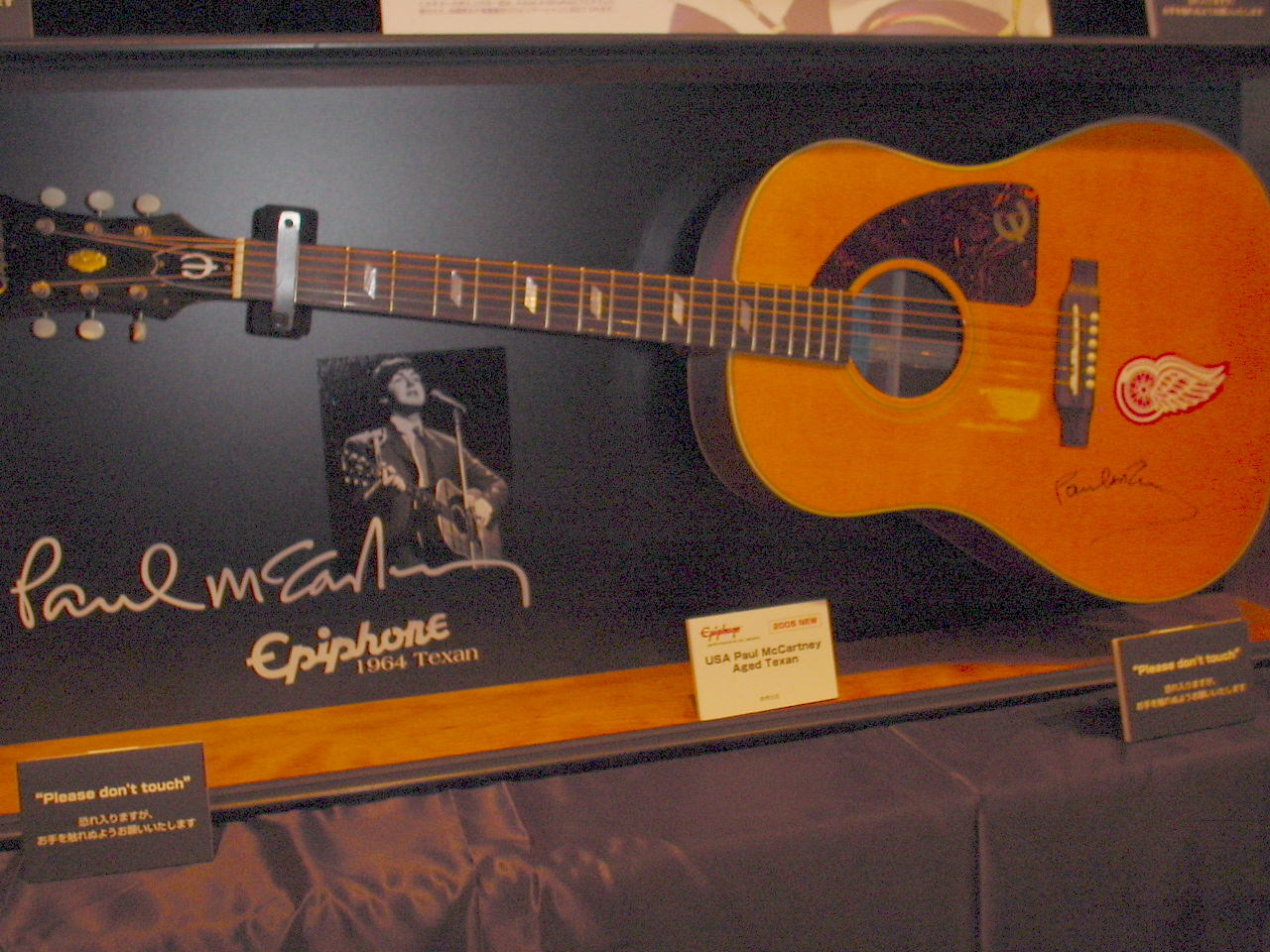
麦卡特尼在歌曲中弹奏的Epiphone Texan原音吉他复刻品

这首歌曲是在1965年6月14日在EMI录音室录制的，紧随着〈I'm Down〉的录制，也正好是麦卡特尼23岁生日前四天。关于这首歌的录制过程存在不同的说法。一些资料称，麦卡特尼和其他披头士乐队成员尝试了多种乐器，包括鼓和風琴，后来乔治·马丁说服他们让麦卡特尼用他的Epiphone Texan钢弦木吉他演奏，之后再为配备了弦乐四重奏的重录。无论如何，其他乐队成员并未参与最终的录音。
麦卡特尼在1965年6月14日录制了〈Yesterday〉的两个版本。其中第二个版本被认为更好，并被用作母带。6月17日，麦卡特尼为第二版本再次添加了声乐轨和弦乐四重奏，之后便发行了这个版本。
没有弦乐重录的第一个版本后来被收录在《Anthology 2》合集中。在第一个版本中，可以听到麦卡特尼在开始前给哈里森指和弦的声音。尽管哈里森似乎没有真正弹奏，但因为他的声音被录音带捕捉到，他必然在场。第二个版本在两行歌词上与第一个版本不同：“There's a shadow hanging over me”和“I'm not half the man I used to be”。
2006年，在专辑《因為愛》发布前，乔治·马丁详细阐述了这首歌的录制设置：
保罗现场弹吉他唱歌，吉他上有一个麦克风，人声处有一个麦克风。但当然，人声也会进入吉他的麦克风，吉他的声音也会进入人声的麦克风。所以有泄漏。后来我说我要做一个弦乐四重奏。乐手们不愿意戴耳机演奏，所以我把保罗的声音和吉他放在他们的麦克风两侧的两个扬声器上。因此，弦乐曲的音轨上也有保罗的吉他和声音的泄漏。
当为《因為愛》制作环绕声版本时，音轨之间的声音泄漏引起了关注，但最终这首歌曲还是收录于这张专辑。正如马丁在《因為愛》的书面说明中所解释的那样：
“我们对是否将〈Yesterday〉收罗进演出深思熟虑过。这是一首如此著名的歌曲，是一个时代的象征，但它是不是已经被听得太多了呢？人们都知道最初添加弦乐四重奏的故事，然而，很少有人知道录音技术上的限制如此之大，所以不收录它的理由非常充分，但我们怎么能忽视这样一件美妙的作品呢？我们在开始时加入了一些保罗在〈Blackbird〉中的吉他演奏，现在听来，我知道把它收录进去是正确的。它简洁直接，触动人心。”

## 发行
关于如何发布这首歌的辩论，马丁后来说：“〈Yesterday〉并不是真正的披头士唱片，我和布萊恩·愛普斯坦讨论过这个问题：‘你知道这是保罗的歌...我们要不要署名为保罗·麦卡特尼？’他说‘不，无论我们做什么，都不能让披头士分裂。’”在美国，由于披头士对其唱片公司国会的影响力不如对英国EMI旗下帕洛风唱片那么强。因此，〈Yesterday〉与〈Act Naturally〉（由斯塔尔演唱）在当地捆绑作为单曲发行。这张单曲于1965年9月13日发行，从10月9日开始在《告示牌》百大單曲榜上占据榜首位置，连续四周保持领先地位。〈Yesterday〉在榜共计11周，仅五周内销售了一百万份。同年，这张单曲在美国《錢櫃》流行单曲榜上也连续三周位居榜首。
〈Yesterday〉是披头士在美国《公告牌》百强单曲榜1965年的第五首冠军单曲，在当时创下了纪录。其它上榜的单曲包括〈I Feel Fine〉、〈Eight Days a Week〉、〈Ticket to Ride〉、〈Help!〉和〈We Can Work It Out〉。

## 反响与影响力

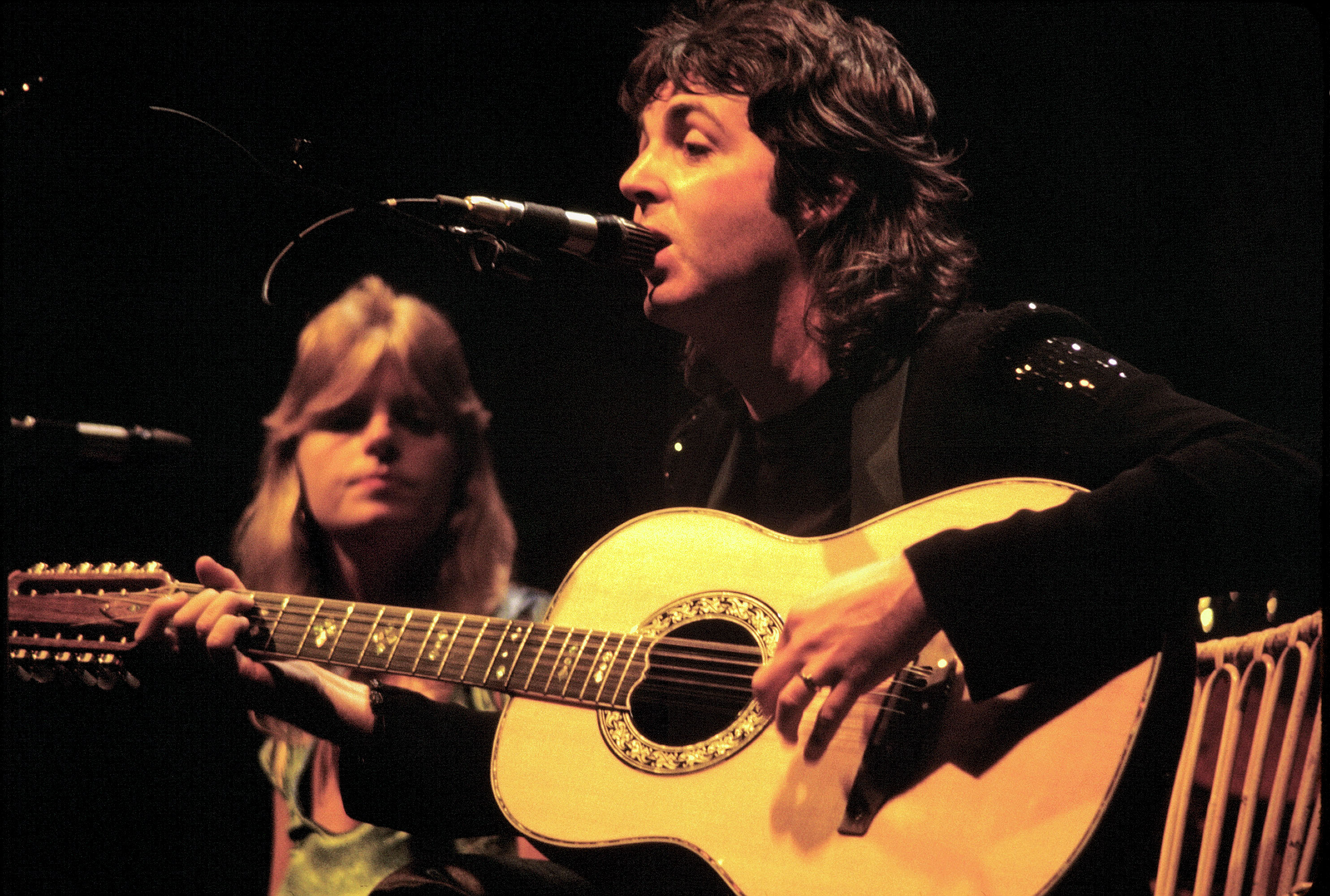
在披头士乐队解散后，麦卡特尼（图中还有他的妻子琳达·麦卡特尼）从1975年开始在他的环球翱翔的羽翼巡回演唱会中现场演唱这首歌曲

查克·贝里表示，〈Yesterday〉这种歌是他想写的歌。《立体声评论》杂志的乔尔·范斯（Joel Vance）在他1972年关于摇滚音乐发展的文章中，将古典和巴洛克摇滚风格的流行归功于这首歌，他亦认为，歌曲启发了滚石乐队录制的〈As Tears Go By〉以及如憂鬱藍調合唱團和Classics IV之类艺术家的作品。与此同时，〈Yesterday〉也因为平庸和多愁善感而受到批评。鲍勃·迪伦对这首歌并不喜欢，他说：“如果你去國會圖書館，你会发现很多比这首歌好得多的歌。有成千上万首像〈Michelle〉和〈Yesterday〉这样的在叮砰巷写的歌曲。”而四年后，迪伦和哈里森一起录制了自己的版本，但这个版本从未发布过。
〈Yesterday〉获得了1965年度艾弗·诺韦洛奖的“1965年杰出歌曲奖”（Outstanding Song of 1965），并在“年度最常演奏作品”（Most Performed Work of the Year）类别中排名第二，仅次于列侬-麦卡特尼共同署名的作品〈Michelle〉。同年，〈Yesterday〉在BBC广播二台的投票中被评为20世纪最佳歌曲。歌曲排在2004年发布的“《滚石》五百大歌曲”第13名。而在2021年的五百大歌曲评选中，名次下降至72名，並維持到2024年版本。在该杂志2010年评选的“披头士100首最伟大歌曲”（The Beatles' 100 Greatest Songs）中，歌曲排名第四。
歌曲在1997年被引入格莱美名人堂。尽管它在1966年格莱美奖上被提名为年度歌曲，但输给了托尼·班奈特的〈The Shadow of Your Smile〉。〈Yesterday〉当年共被提名了六项格莱美奖，而《救命！》也在四个类别中获得提名。在乐队未能赢得任何十个奖项之一后，国会唱片的负责人艾伦·利文斯顿（Alan Livingston）正式对结果提出抗议，称〈Yesterday〉未能获得年度歌曲奖是对整个活动的嘲讽。
歌曲在发行后多年仍然广受欢迎，截至1999年5月，有超过2200个翻唱版本。同年，廣播音樂公司亦将〈Yesterday〉排为20世纪在美国广播和电视上演奏次数最多的歌曲第三名，仅次于The Association的〈Never My Love〉和正義兄弟的〈You've Lost That Lovin' Feelin'〉该公司同时声称，20世纪中期这首歌曲在公共场合演奏超过700万次。2012年，英国广播公司报道称，〈Yesterday〉在版税支付方面仍然是有史以来第四成功的歌曲，累计支付了总额达1.95亿英镑的版税。

## 创作人员
以下信息来自马克·刘易松与伊恩·麦克唐纳：
披头士乐队
- 保罗·麦卡特尼 – 人声、原音吉他

其它音乐人与制作人
- 托尼·吉尔伯特（Tony Gilbert） – 小提琴
- 悉尼·萨克斯（英语：Sidney Sax） – 小提琴
- 肯尼斯·艾塞克斯（Kenneth Essex） – 中提琴
- 彼得·哈林（Peter Halling）/弗朗西斯科·加巴罗（Francisco Gabarró） – 大提琴
- 乔治·马丁 – 制作、弦乐器编排
- 诺曼·史密斯（英语：Norman Smith (record producer)） – 工程

## 榜单

### 周榜单
| 榜单（1965年）                       | 最高 排位 |
| ------------------------------------ | --------- |
| 澳大利亚（肯特音乐报告）             | 2         |
| 奥地利（Ö3四十强单曲榜）             | 10        |
| 比利时佛兰德（Ultratop五十强单曲榜） | 1         |
| 丹麦（Salgshitlisterne Top 20）      | 7         |
| 芬兰（芬兰官方榜单）                 | 1         |
| 加拿大（《RPM》热门单曲榜）          | 4         |
| 意大利（《Musica e Dischi》）        | 15        |
| 荷兰（百强单曲榜）                   | 1         |
| 新西兰（《Lever Hit Parade》）       | 2         |
| 挪威（世道榜單曲榜）                 | 1         |
| 瑞典（瑞典最熱榜）                   | 1         |
| 瑞典（《Tio i Topp》）               | 1         |
| 美国（《告示牌》百大單曲榜）         | 1         |
| 美国（《錢櫃》单曲榜）               | 1         |
| 西德（媒体控制单曲榜）               | 6         |

| 榜单（1976年）                     | 最高 排位 |
| ---------------------------------- | --------- |
| 澳大利亚（肯特音乐报告）           | 86        |
| 荷兰（百强单曲榜）                 | 26        |
| 愛爾蘭（愛爾蘭唱片音樂協會单曲榜） | 4         |
| 英國（官方榜单公司單曲榜）         | 8         |
| 榜单（2010年）                     | 最高 排位 |
| 西班牙（西班牙音樂製作協會）       | 44        |
| 波蘭（波蘭百大電台榜）             | 5         |
| 榜单（2015年）                     | 最高 排位 |
| 瑞典（瑞典最熱榜）                 | 95        |
| 榜单（2019年）                     | 最高 排位 |
| 美國（《告示牌》Hot Rock Songs）   | 14        |

### 年终榜
| 榜单（1965年）             | 最高 排位 |
| -------------------------- | --------- |
| 美国（《錢櫃》百强单曲榜） | 68        |

## 销售认证
| 地區                                      | 认证 | 认证单位/销量 |
| ----------------------------------------- | ---- | ------------- |
| 丹麦（國際唱片業協會丹麥分會）            | 金   | 45,000‡       |
| 法国                                      | —    | 75,000        |
| 意大利（意大利音乐产业联盟） 2009年起销量 | 金   | 25,000‡       |
| 葡萄牙（葡萄牙唱片業協會）                | 金   | 20,000‡       |
| 西班牙（西班牙音樂製作協會）              | 白金 | 60,000‡       |
| 英国（英国唱片业协会） 2010年起销量       | 白金 | 600,000‡      |
| 美国（美國唱片業協會）                    | 金   | 1,800,000     |
| 總計                                      |      |               |
| 全球                                      | —    | 2,500,000     |
| ‡僅含認證的+實際銷量                      |      |               |

## 脚注
1. ↑  中文大意：“炒鸡蛋”
2. ↑  中文大意：“炒鸡蛋 / 哦，宝贝，我多么爱你的腿 / 但并不及我爱炒鸡蛋”
3. ↑  中文大意：“昨天，我的烦恼似乎全都远去了”
4. ↑  中文大意：“为什么她一定要离开，我不知道……”

### 引注
- . NPR News. 2010-10-09  [2010-10-09].
- . The Official Charts. 2010  [2010-12-08]. （原始内容存档于2011-06-15）.
- The Beatles. . San Francisco: Chronicle Books. 2000. ISBN 0-8118-2684-8.
- Cahill, Greg. . Strings Go to Journal Record. June–July 2005,. 20:1:130.
- Coleman, Ray. . London: Boxtree Limited. 1995. ISBN 0-7522-1669-4.
- Cross, Craig. . Lincoln, NE: iUniverse, Inc. 2005. ISBN 0-595-34663-4.
- . BBC News. 1999-04-06  [2009-02-03]. （原始内容存档于2012-07-11）.
- Everett, Walter. . Oxford University Press, USA. 1999. ISBN 978-0-19-512941-0.
- Gorlinski, Gini (编). . New York, NY: Britannica Educational Publishing. 2010. ISBN 978-1-61530-006-8.
- Hall, Claude. . 1965-10-30: 40. ISSN 0006-2510.
- Hammond, Ian. . 2001  [2009-08-28]. （原始内容存档于2012-06-29）.
- . Beatles Interview Database. 2009  [2009-05-17]. （原始内容存档于2012-07-20）.
- Ignatius, Adi. . Time. 2007-12-19  [2009-02-03]. （原始内容存档于2007-12-20）.
- . BBC News. 2003-07-07  [2024-07-17]. （原始内容存档于2012-06-29）.
- Lewisohn, Mark. . New York: Harmony Books. 1988. ISBN 0-517-57066-1.
- Lewisohn, Mark.  (booklet). The Beatles. London: Apple Records. 1994. 31796.
- MacDonald, Ian. . London: Vintage Books. 2008. ISBN 978-0-09-952679-7.
- Mallick, Heather. . Globe and Mail (Canada). 2000-11-22  [2011-01-02]. （原始内容存档于2016-03-03）.
- Miles, Barry. . New York: Henry Holt & Company. 1997. ISBN 0-8050-5249-6.
- Miles, Barry. . London: Omnibus Press. 2001. ISBN 0-7119-8308-9.
- Napier-Bell, Simon. . Ebury Press. 2001. ISBN 978-0-09-186992-2.
- Ortiz, Marcos. . 2005  [2006-01-14]. （原始内容存档于2005-12-20）.
- Pollack, Alan W. . Notes On ... Series. 1993-02-01  [2006-01-14]. （原始内容存档于2012-12-20）.
- Rees, Jasper. . The Telegraph. 2006-10-25  [2011-12-20]. （原始内容存档于2022-01-12）.
- . Rolling Stone. 2011  [2011-09-19]. （原始内容存档于2017-12-10）.
- Owen, David. . The New Yorker. 2006-04-10  [2006-04-18]. （原始内容存档于2013-01-04）.
- Scott, Kirsty. . The Guardian. 2003-06-02  [2010-01-24].
- Turner, Steve.  3rd. New York: Harper Paperbacks. 2005. ISBN 0-06-084409-4.
- Wallgren, Mark. . New York: Simon & Schuster. 1982. ISBN 0-671-45682-2.